# Singapurische Badmintonmeisterschaft 1952/53
Die Singapurische Badmintonmeisterschaft 1952/53 fand an mehreren Terminen im November und Dezember 1952 statt. 

## Austragungsort
- Singapore Badminton Hall

## Finalresultate
| Disziplin    | Sieger                    | Finalist                        | Ergebnis     |
| ------------ | ------------------------- | ------------------------------- | ------------ |
| Herreneinzel | Ong Poh Lim               | Ismail Marjan                   | walkover     |
| Dameneinzel  | Helen Heng                | Baby Low                        | 11–5, 11–1   |
| Herrendoppel | Ismail Marjan Ong Poh Lim | Kon Kong Min Tan Chong Tee      | 15–11, 15–12 |
| Damendoppel  | Helen Heng Baby Low       | Doreen Kiong Alice Pennefather  | 15–5, 15–5   |
| Mixed        | Ong Poh Lim Ong Siew Yong | Goh Tian Chye Alice Pennefather | 18–17, 15–7  |